# Palazzo del Parlamento irlandese
Il Palazzo del Parlamento irlandese (in inglese: Irish Houses of Parliament o Irish Parliament House) si trova a Dublino, in College Green. Fu il primo edificio al mondo costruito appositamente per ospitare un Parlamento bicamerale: vi ebbero infatti sede entrambe le camere del parlamento del Regno d'Irlanda prima che questo fosse unito a quello di Gran Bretagna con l'Atto d'Unione del 1800. Dopo essere stato sede della Bank of Ireland, ospita oggi una filiale della stessa banca.

## Storia
Nel XVII secolo il Parlamento era stato stabilito a Chichester House, una residenza di Hoggen Green (in seguito ribattezzato College Green) che era stata di proprietà di Sir George Carew, Presidente di Munster e Lord Supremo tesoriere d'Irlanda, ed era stata costruita sul luogo di un convento di suore disciolto da re Enrico VIII dopo la dissoluzione dei monasteri. La residenza di Carew, (successivamente ribattezzata Chichester House in onore di un successivo proprietario, Sir Arthur Chichester) era già un edificio di importanza sufficiente da permettergli di diventare la sede temporanea del Palazzo di Giustizia del Regno d'Irlanda durante la sessione giudiziaria del Michaelmas nel 1605. La documentazione legale che facilitava la Plantation of Ulster venne firmata in questo palazzo il 16 novembre 1612.

## La nuova struttura

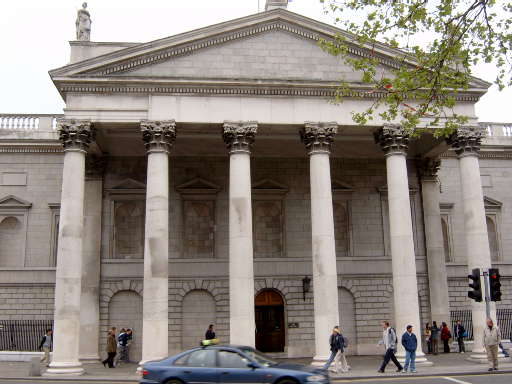
L'entrata della Camera dei Lords irlandese dal lato del Parlamento (vista da est)

Il Parlamento era in cattivo stato, secondo quanto si diceva era infestato e inadatto per riunioni parlamentari. Nel 1727 il Parlamento decise di spendere £ 6 000 nella costruzione di una nuova struttura sul posto. Doveva essere la prima costruzione al mondo fatta sorgere appositamente per ospitare le due camere. L'allora antico palazzo di Westminster, sede del parlamento inglese prima e di quello britannico poi, era semplicemente una struttura adattata; la strana disposizione dei posti a sedere nella Camera dei Comuni era dovuta alla presenza di una cappella precedente alla camera. Perciò i deputati si affrontavano da vecchie panche di chiesa opposte, una disposizione che rimase anche quando fu costruito il nuovo Parlamento britannico nella metà del XIX secolo, dopo che la struttura medievale era stata distrutta dalle fiamme.
Il progetto di questa nuova radicale struttura, una delle due costruzioni fatte appositamente per il Parlamento irlandese (l'altra sarebbe il Parlamento di Stormont), fu affidato ad un giovane architetto con talento, Edward Lovett Pearce, egli stesso deputato ed un protégé del Presidente della Camera dei Comuni, William Connolly, di Castletown House. Mentre la costruzione iniziò, il Parlamento si spostò al Blue Coat Hospital a nord di Dublino. La prima pietra della nuova struttura fu posata il 3 febbraio 1729.

## Il progetto
Il progetto di Pearce per il nuovo Parlamento irlandese era rivoluzionario. La costruzione era effettivamente semicircolare nella forma, occupando circa 6 000 m² di terreno. Diversamente dalla Chichester House, che era stabilita distante dall'Hoggen Green, la nuova struttura si apriva direttamente nel Green, come mostrano le fotografie. L'entrata principale era formata da un colonnato di colonne ioniche, estendentisi attorno ai tre lati del quadrangolo d'entrata, formanti una lettera 'E'. Tre statue, rappresentanti Hibernia (il nome latino dell'Irlanda), Fedeltà e Commercio, stavano sopra al portico. Sopra l'entrata principale, era inciso nella pietra lo stemma araldico reale.